# Campeonato Mundial de Triatlón de Velocidad
El Campeonato Mundial de Triatlón de Velocidad es una competición internacional de triatlón de velocidad organizada por la Unión Internacional de Triatlón desde 2010, estuvo ausente del programa oficial entre 2012 y 2021.

## Ediciones
| N.º | Año  | Sede     | País     |
| --- | ---- | -------- | -------- |
| I   | 2010 | Lausana  | Suiza    |
| II  | 2011 | Lausana  | Suiza    |
| III | 2022 | Montreal | Canadá   |
| IV  | 2023 | Hamburgo | Alemania |

## Palmarés

### Masculino
| N.º | Año  | Sede                   | Oro                           | Plata                      | Bronce                        |
| --- | ---- | ---------------------- | ----------------------------- | -------------------------- | ----------------------------- |
| I   | 2010 | Lausana · ( Suiza)     | Jonathan Brownlee Reino Unido | Tim Don Reino Unido        | David Hauss Francia           |
| II  | 2011 | Lausana · ( Suiza)     | Jonathan Brownlee Reino Unido | Javier Gómez Noya · España | Alistair Brownlee Reino Unido |
| III | 2022 | Montreal · ( Canadá)   | Alex Yee Reino Unido          | Hayden Wilde Nueva Zelanda | Léo Bergère Francia           |
| IV  | 2023 | Hamburgo · ( Alemania) | Hayden Wilde Nueva Zelanda    | Vasco Vilaça Portugal      | Alex Yee Reino Unido          |

### Femenino
| N.º | Año  | Sede                   | Oro                              | Plata                       | Bronce                      |
| --- | ---- | ---------------------- | -------------------------------- | --------------------------- | --------------------------- |
| I   | 2010 | Lausana · ( Suiza)     | Lisa Nordén · Suecia             | Emma Moffatt Australia      | Daniela Ryf · Suiza         |
| II  | 2011 | Lausana · ( Suiza)     | Bárbara Riveros · Chile          | Emma Jackson Australia      | Andrea Hewitt Nueva Zelanda |
| III | 2022 | Montreal · ( Canadá)   | Georgia Taylor-Brown Reino Unido | Cassandre Beaugrand Francia | Beth Potter Reino Unido     |
| IV  | 2023 | Hamburgo · ( Alemania) | Cassandre Beaugrand Francia      | Beth Potter Reino Unido     | Laura Lindemann · Alemania  |

## Medallero
- Actualizado hasta Hamburgo 2023 (prueba élite individual).[1]

| Núm. | País          | Oro | Plata | Bronce | Total |
| ---- | ------------- | --- | ----- | ------ | ----- |
| 1    | Reino Unido   | 4   | 2     | 3      | 9     |
| 2    | Francia       | 1   | 1     | 2      | 4     |
| 3    | Nueva Zelanda | 1   | 1     | 1      | 3     |
| 4    | Chile         | 1   | 0     | 0      | 1     |
| 4    | Suecia        | 1   | 0     | 0      | 1     |
| 6    | Australia     | 0   | 2     | 0      | 2     |
| 7    | España        | 0   | 1     | 0      | 1     |
| 7    | Portugal      | 0   | 1     | 0      | 1     |
| 9    | Suiza         | 0   | 0     | 1      | 1     |
| 9    | Alemania      | 0   | 0     | 1      | 1     |
|      | TOTAL         | 8   | 8     | 8      | 24    |